# Prostitución en la Antigua Roma

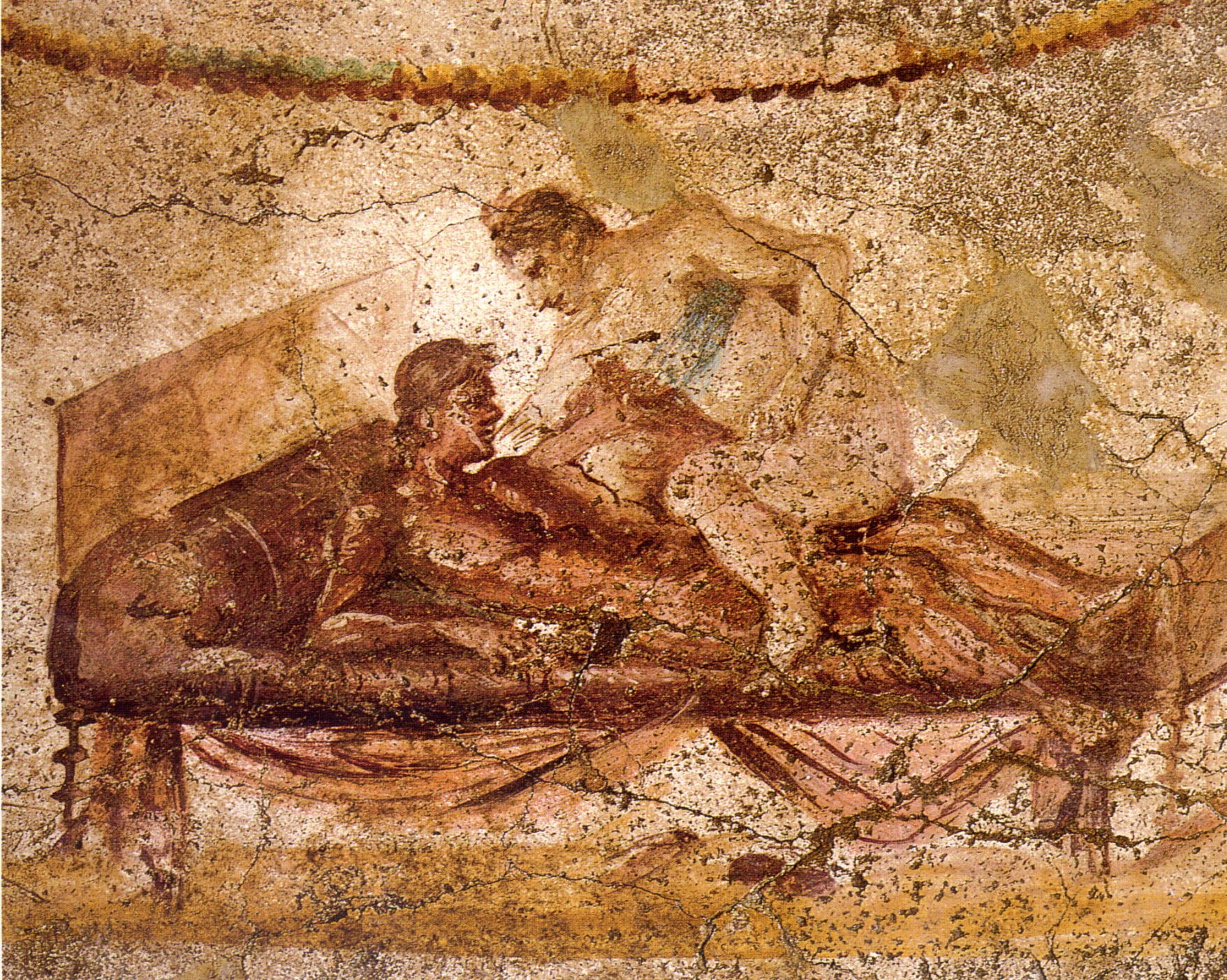
Pintura mural del lupanar de Pompeya, con la mujer que se presume es una prostituta que lleva un sujetador.

La prostitución en la antigua Roma era legal y con licencia. En la antigua Roma, incluso los hombres romanos del más alto nivel social eran libres de contratar prostitutas de cualquier sexo sin incurrir en desaprobación moral, siempre y cuando demostraran autocontrol y moderación en la frecuencia y el disfrute del sexo. Al mismo tiempo, las propias prostitutas eran consideradas vergonzosas: la mayoría eran o bien esclavas o ex esclavas, o bien, si eran libres por nacimiento, relegadas a la infamia, personas totalmente carentes de posición social y privadas de la mayor parte de las protecciones otorgadas a los ciudadanos por el derecho romano, un estatus que compartían con actores y gladiadores, todos los cuales, sin embargo, ejercían un atractivo sexual. Algunos grandes burdeles del siglo IV, cuando Roma se estaba cristianizando oficialmente, parecen haber sido contabilizados como atracciones turísticas y posiblemente eran propiedad del Estado.

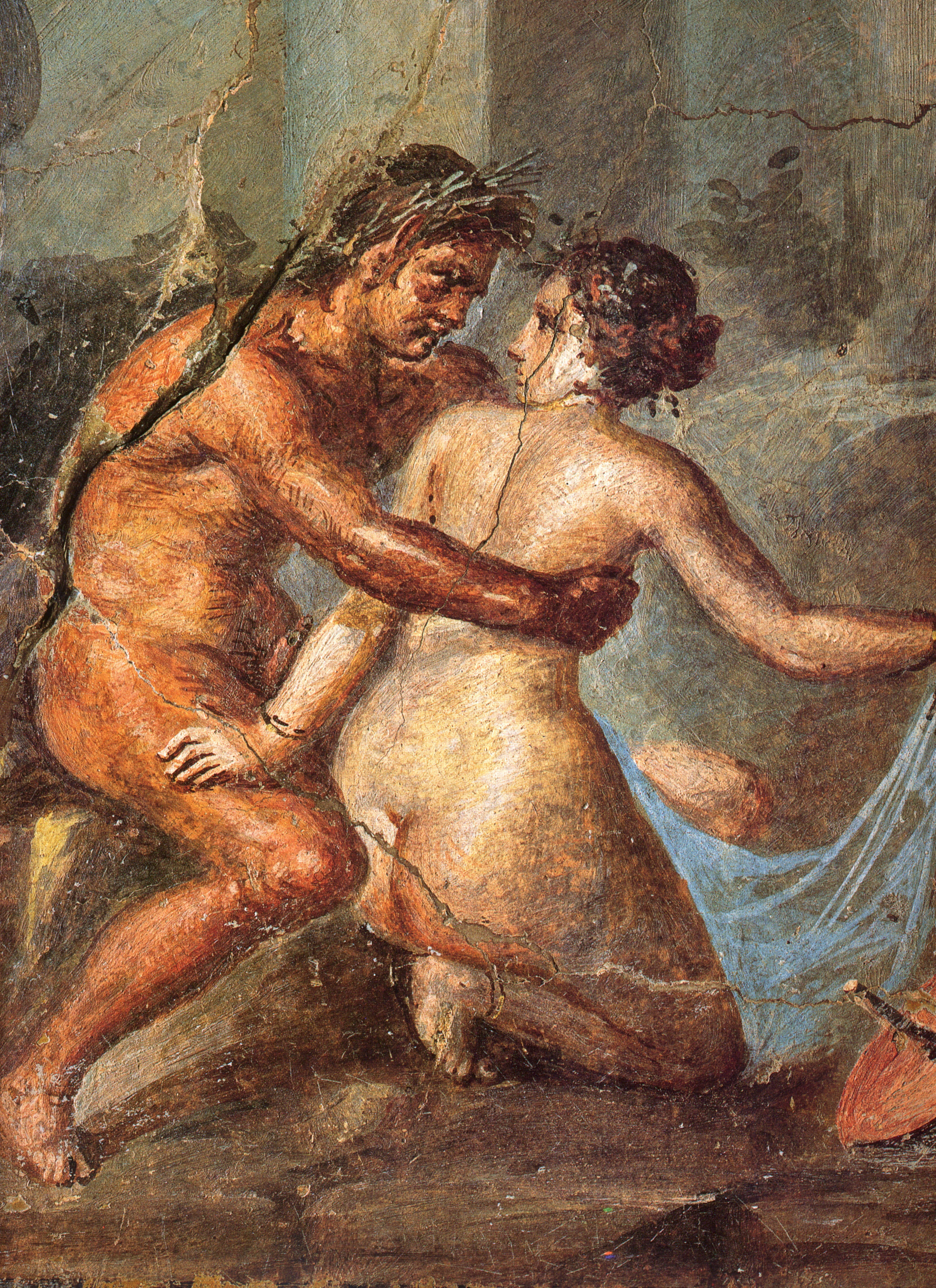
Sátiro y ménade; fresco romano de la Casa de los Epigramas de Pompeya.

La mayoría de las prostitutas eran esclavas o mujeres libres, y es difícil determinar el equilibrio entre la prostitución voluntaria y la forzada. Debido a que las esclavas eran consideradas propiedad bajo la ley romana, era legal que un dueño las empleara como prostitutas. El historiador del siglo I Valerio Máximo presenta una historia de complicada psicología sexual en la que un liberto había sido forzado por su dueño a prostituirse durante su tiempo como esclavo; el liberto mata a su propia hija joven cuando pierde su virginidad con su tutor.
Aunque la violación era un delito en la antigua Roma, la ley solo castigaba la violación de un esclavo si «dañaba los bienes», ya que un esclavo no tenía capacidad jurídica como persona. La pena tenía por objeto indemnizar al propietario por el «daño» de sus bienes.
A veces el vendedor de una esclava adjuntaba una cláusula de ne serva a los documentos de propiedad para evitar que se prostituyera. La cláusula ne serva significaba que si el nuevo dueño o cualquier dueño usaba a la esclava como prostituta, ella sería libre.
Una ley de Augusto permitía que las mujeres culpables de adulterio pudieran ser condenadas a la prostitución forzada en burdeles. La ley fue abolida en 389.
La literatura latina hace referencia frecuentemente a las prostitutas. Historiadores como Tito Livio y Tácito mencionan prostitutas que habían adquirido cierto grado de respetabilidad a través de un comportamiento patriótico, legalista o agresivo. La prostituta de clase alta (meretrix) es un personaje corriente en las comedias de Plauto, que fueron influenciadas por modelos griegos. Los poemas de Catulo, Horacio, Ovidio, Marcial y Juvenal, así como el Satiricón de Petronio, ofrecen visiones ficticias o satíricas de prostitutas. Las prácticas del mundo real están documentadas por disposiciones del derecho romano que regulan la prostitución, y por inscripciones, especialmente grafitis de Pompeya. El arte erótico en Pompeya y Herculano, con sitios que se presume eran burdeles, también ha contribuido a los puntos de vista académicos sobre la prostitución.

## Las prostitutas

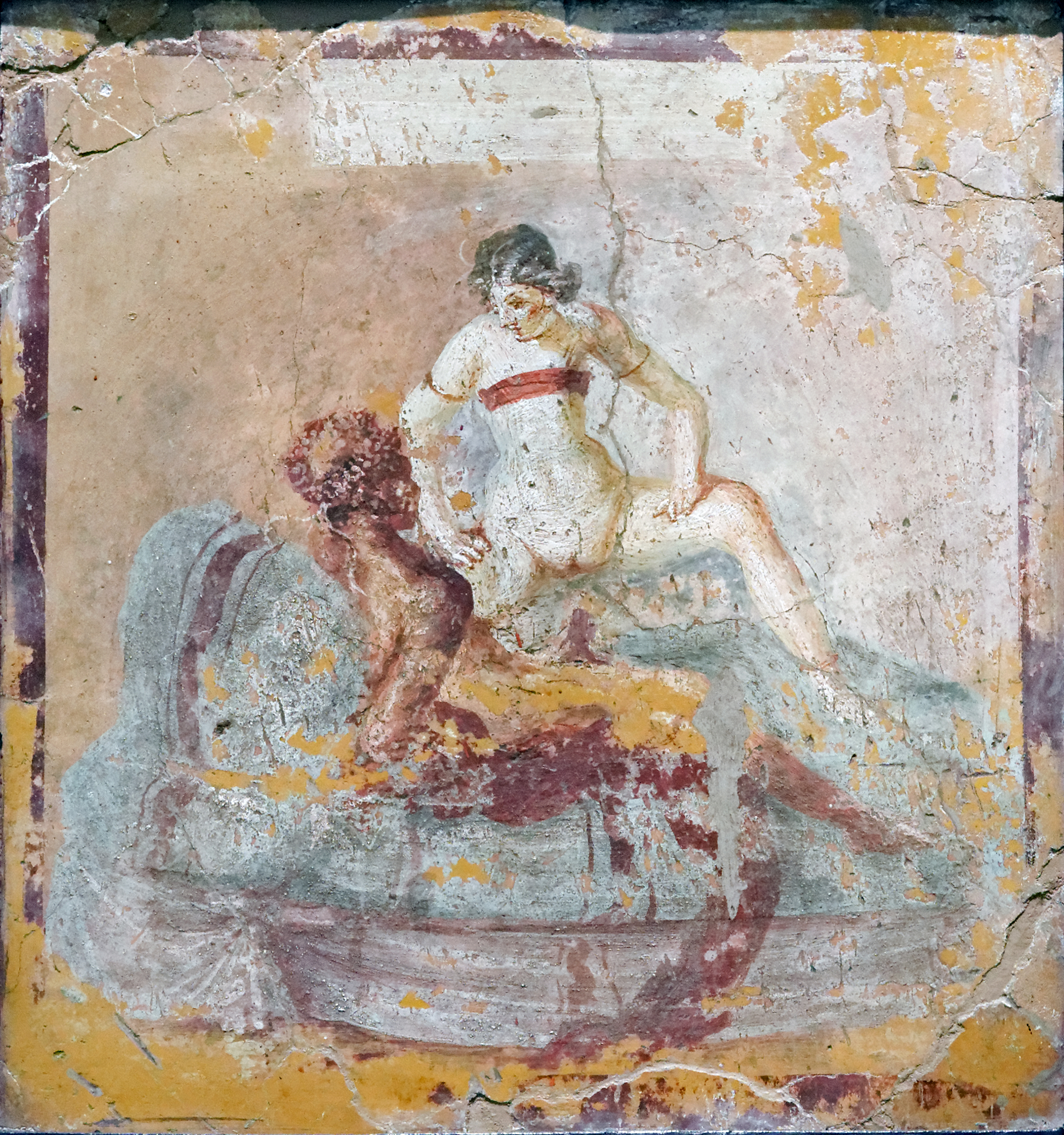
Una escena erótica de un fresco de Pompeya, 1-50 d. C., Gabinete Secreto, Nápoles.

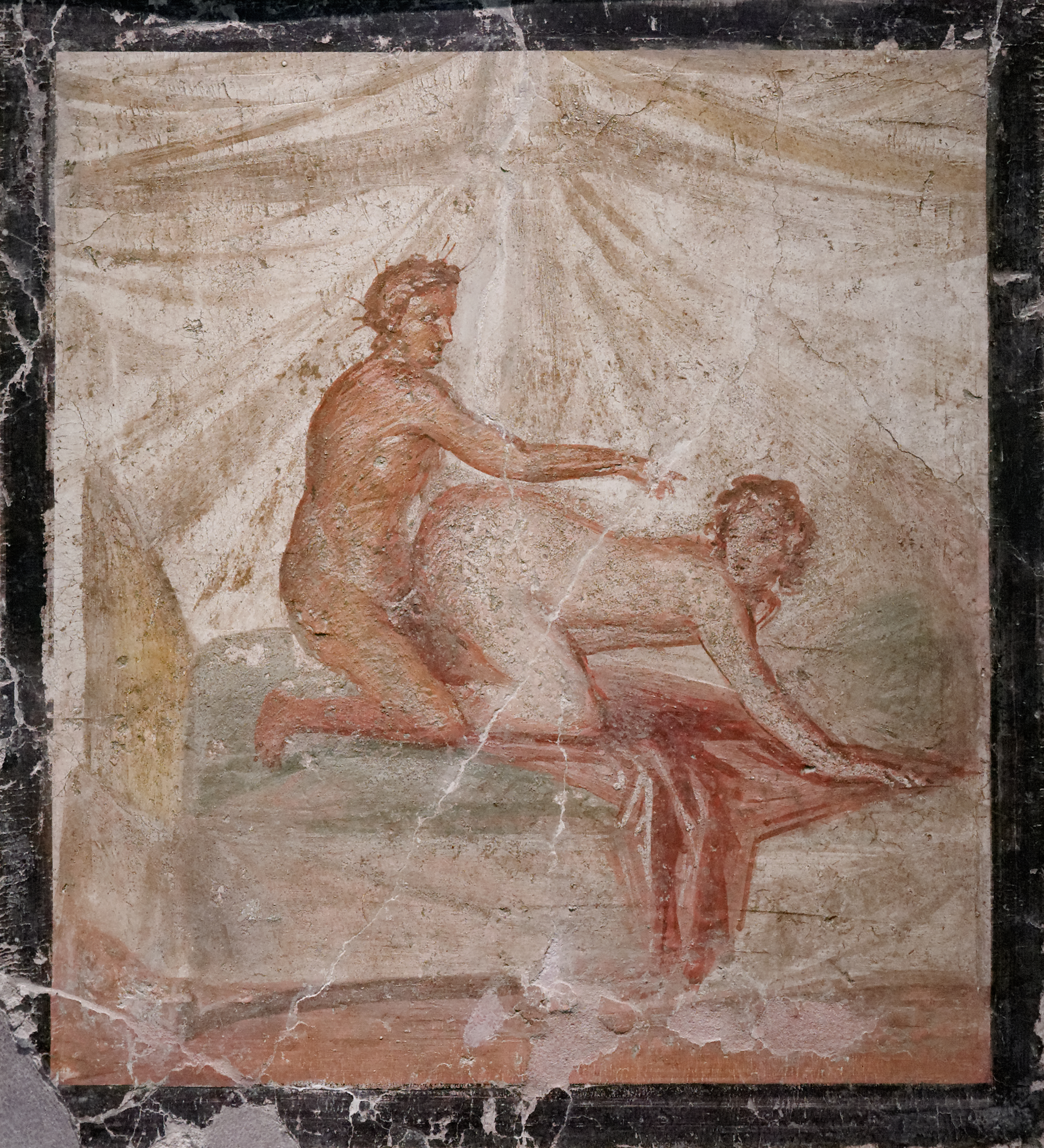
Una escena erótica de un fresco de Pompeya, 50-79 d. C.

Una meretrix (plural: meretrices) era una prostituta registrada; una chica de compañía; la más peyorativa scortum  se usaba para prostitutas de cualquier género. Las prostitutas no registradas o casuales caían dentro de la amplia categoría de prostibulae, clase baja. Aunque tanto las mujeres como los hombres podían dedicarse a la prostitución masculina o femenina, las pruebas de prostitución femenina son más amplias.
Hay algunas pruebas de que las prostitutas esclavas podrían beneficiarse de su trabajo; en general, los esclavos podrían ganar su propio dinero contratando sus habilidades o sacando provecho de la realización de los negocios de sus propietarios.
Una prostituta podría ser autónoma y alquilar una habitación para trabajar. Una chica (puella, término usado en poesía como sinónimo de «novia» o meretrix y no necesariamente una designación de edad) podría vivir con una alcahueta o madame (lena) o incluso entrar en un negocio bajo la dirección de su madame. Estos arreglos sugieren el recurso a la prostitución por parte de mujeres nacidas en libertad y en extrema necesidad económica, y tales prostitutas pueden haber sido consideradas de una reputación o grado social relativamente más alto. Las prostitutas también podrían trabajar en un burdel o taberna para un proxeneta o una proxeneta (leno). La mayoría de las prostitutas parecen haber sido esclavas o ex esclavas.
En el derecho romano se regulaba específica y estrechamente el estatus de las meretrices, que estaban obligadas a registrarse ante los ediles  y (a partir de los tiempos de Calígula) a pagar el impuesto imperial. Se las consideraba «personas infames» y se les negaban muchos de los derechos cívicos que se debían a los ciudadanos. No podían testificar en los tribunales  y a los hombres romanos nacidos libres se les prohibía casarse con ellas. Sin embargo, había grados de infamia y la consiguiente pérdida de privilegios que acompañaba a la mala conducta sexual. Una adúltera convicta con estatus de ciudadana que se registrara como una meretrix podía así, al menos en parte, mitigar su pérdida de derechos y estatus.
Algunas prostitutas profesionales, tal vez para ser comparadas con las cortesanas, cultivaban patrones de la élite y podían llegar a ser ricas. Se supone que el dictador Sila construyó su fortuna con la riqueza que le dejó una prostituta en su testamento. Los romanos también asumieron que los actores y bailarines estaban disponibles para proporcionar servicios sexuales pagados, y las cortesanas cuyos nombres sobreviven en el registro histórico a veces no se distinguen de las actrices y otros intérpretes.  En la época de Cicerón, la cortesana Cytheris era una invitada bienvenida a las cenas del más alto nivel de la sociedad romana. Encantadoras, artísticas y educadas, tales mujeres contribuyeron a un nuevo estándar romántico para las relaciones hombre-mujer que Ovidio y otros poetas de la época de Agusto articularon en sus elegías eróticas.

### Ropa y apariencia
Desde el final de la época republicana o principios de la imperial en adelante, las meretrices puede que vistieran la toga cuando estaban en público, por compulsión o elección. Las posibles razones de esto siguen siendo un tema de especulación académica moderna. Las togas eran, por lo demás, el atuendo formal de los hombres ciudadanos, mientras que las respetables mujeres adultas nacidas libres y las matronas llevaban la stola. Este cruce de límites de género ha sido interpretado de varias maneras. Como mínimo, el uso de una toga habría servido para diferenciar a la meretriz de las mujeres respetables, y sugerir su disponibilidad sexual;  Los colores brillantes - "Colores meretricii" - y las tobilleras con joyas también los diferenciaban de las mujeres respetables.
En Pompeya, se han encontrado artefactos que pueden sugerir que algunos pueblos sexualmente esclavizados pueden haber usado joyas regaladas por sus amos.
Las cortesanas caras llevaban prendas llamativas de seda transparente.
Algunos pasajes de los autores romanos parecen indicar que las prostitutas se exhibían desnudas. El desnudo se asociaba con la esclavitud, como indicación de que la persona era literalmente despojada de su privacidad y de la propiedad de su propio cuerpo. Un pasaje de Séneca describe la condición de la prostituta como esclava para la venta: «Desnuda se paraba en la orilla, a gusto del comprador; cada parte de su cuerpo era examinada y sentida. ¿Escucharías el resultado de la venta? El pirata vendió; el proxeneta compró, para poder emplearla como prostituta».
En El Satiricón, el narrador de Petronio relata cómo «vio a algunos hombres merodeando sigilosamente entre las filas de los tablones de anuncios y prostitutas desnudas». El satírico Juvenal describe a una prostituta como si estuviera de pie desnuda «con pezones dorados» a la entrada de su celda.  El adjetivo nudus, sin embargo, también puede significar "expuesto" o despojado de la ropa exterior, y las eróticas pinturas murales de Pompeya y Herculano muestran a mujeres presuntamente prostitutas que llevan el equivalente romano de un sujetador incluso mientras participan activamente en actos sexuales.

### Diferencias entre las esclavas sexuales y las trabajadoras del sexo en la antigua Roma
Los esclavos sexuales de la antigua Roma eran comprados por los ricos, mientras que las trabajadoras sexuales (prostitutas) eran hombres y mujeres a menudo contratados por ex-esclavos. Las trabajadoras sexuales tenían clientes de clase baja, mientras que los hombres ricos de clase alta sólo podían comprar esclavas sexuales. Si las prostitutas trabajaban en un burdel, rara vez salían de él. Cada prostituta disponía de una pequeña habitación (o celda) para realizar sus actividades. Sin embargo, las esclavas sexuales tenían una vida diferente. Es posible que algunas esclavas sexuales tuvieran tatuajes que las identificaran como tales, sobre todo porque los tatuajes estaban muy vinculados a la esclavitud. Los tatuajes y la desnudez son habituales en los rangos más bajos de la esclavitud, por lo que no es descartable que ambos sean infligidos a los esclavos sexuales.

### Derechos y restricciones legales en la vida de prostitutas y proxenetas
Las prostitutas tenían que estar registradas y con licencia. El edil, que registraba a las prostitutas, se encargaba de asegurar que los burdeles estuvieran en orden. Esto incluía la supervisión de las horas de trabajo del burdel, la disolución de las peleas y la aplicación de los códigos de vestimenta. Se cree que las termas romanas eran un lugar habitual para la prostitución, y dado que las termas acabaron segregándose por sexos, podemos ver el posible aumento de la prostitución y el patrocinio homosexual.
Los proxenetas y las prostitutas sufrieron muchas restricciones durante la República y el Imperio, pero hacia el año 300 de la era cristiana, los proxenetas y las prostitutas se encontraban en el punto álgido de las restricciones legales impuestas contra ellos. No se les permitía presentarse a cargos públicos. Algunos festivales religiosos, como la Floralia, tenían una fuerte presencia de prostitutas e imágenes sexuales, mientras que otros cultos, festivales y templos excluían por completo a las prostitutas. Para los romanos era importante separar lo que consideraban aceptable, como la castidad y la familia, de lo que consideraban deplorable, como la lascivia y la sexualidad abierta.

## Regulación
La prostitución estaba regulada hasta cierto punto, no tanto por razones morales como para maximizar el beneficio. Las prostitutas tenían que registrarse ante los ediles. Tenían que dar su nombre correcto, su edad, lugar de nacimiento y el seudónimo con el que pretendía practicar su profesión. Si la muchacha era joven y aparentemente respetable, el magistrado buscaba influenciarla para que cambiara de opinión; y, en su defecto, le otorgaba una “licencia de libertinaje” (licentia stupri), averiguaba el precio que ella pretendía exigir por sus favores e inscribía su nombre en su lista. Una vez inscrito, el nombre no podía ser eliminado nunca, debía permanecer para siempre, un obstáculo insuperable para el arrepentimiento y la respetabilidad.
Calígula inauguró un impuesto sobre las prostitutas (el vectigal ex capturis), como un impuesto estatal: «Recaudó impuestos nuevos y hasta ahora desconocidos; una proporción de los honorarios de las prostitutas; tanto como los que ganaba cada una con un hombre. Se añadió también una cláusula a la ley que ordenaba que las mujeres que habían practicado la prostitución y los hombres que habían practicado el proxenetismo debían ser tasados públicamente; y además, que los matrimonios debían estar sujetos a la tasa». Alejandro Severo mantuvo esta ley, pero ordenó que tales ingresos se utilizaran para el mantenimiento de los edificios públicos, para que no contaminaran el tesoro del Estado. Este impuesto no fue abolido hasta la época de Teodosio I, pero el verdadero crédito se debe a un rico patricio llamado Florencio, que censuró fuertemente esta práctica, al Emperador, y ofreció su propia propiedad para compensar el déficit que aparecería al ser abrogado.

## Burdeles

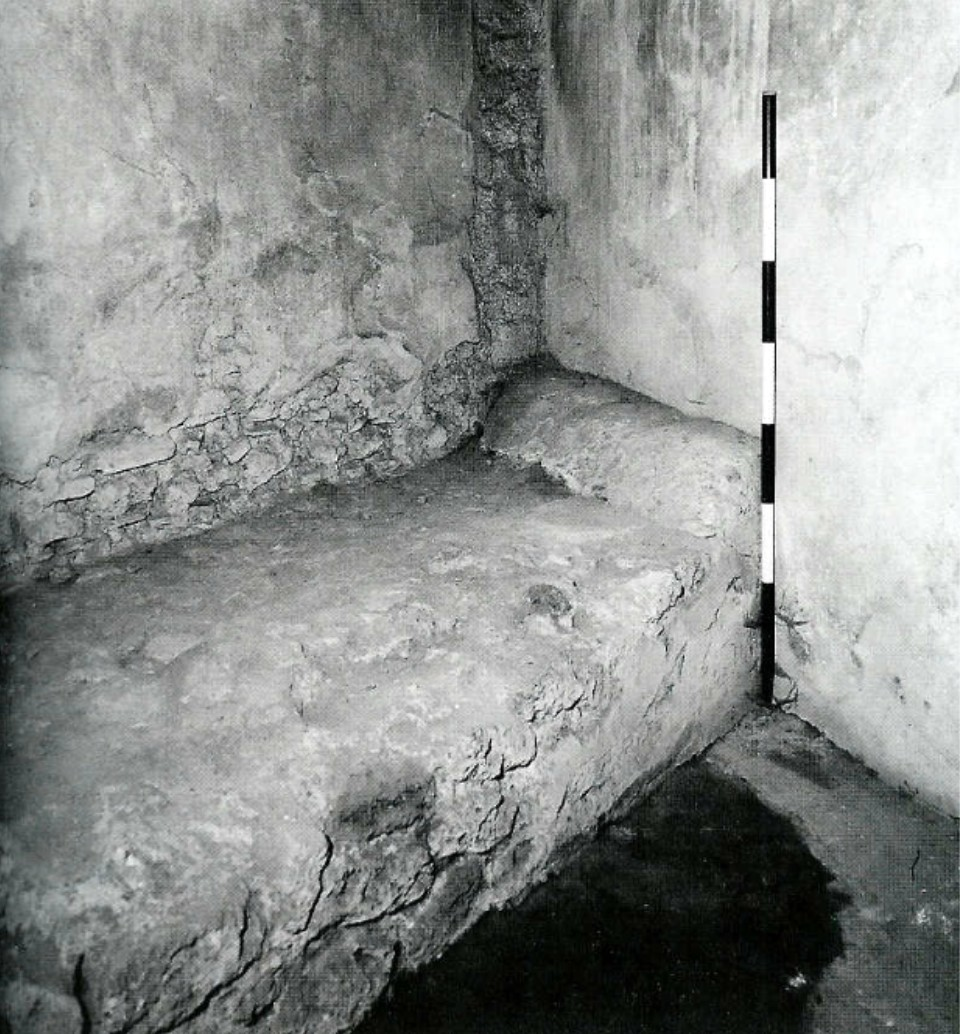
Los burdeles construidos para este propósito tenían cubículos con una base permanente para la cama, como en este ejemplo del Lupanar de Pompeya.

Los burdeles romanos son conocidos por las fuentes literarias, listas regionales y evidencias arqueológicas. Un burdel es comúnmente llamado lupanar o lupanarium, de lupa, "loba", argot para prostituta, o fornix, un término general para un espacio abovedado o sótano. Según los regionalistas de la ciudad de Roma, los lupanares se concentraban en la Regio II;  la colina de Celio, la Subura que bordeaba las murallas de la ciudad, y el valle entre las colinas del Caelio y del Esquilino.
En este distrito se encontraba el Gran Mercado (macellum magnum), junto con muchos puestos de comida, barberías, la oficina del verdugo público y los cuarteles de los soldados extranjeros acuartelados en Roma. Regio II era uno de los barrios más concurridos y densamente poblados de toda la ciudad, un lugar ideal para el dueño de un burdel o proxeneta. El alquiler de un burdel era una fuente legítima de ingresos.
Los burdeles habituales se describen como excesivamente sucios, con un olor característico que persiste en los espacios poco ventilados y con el humo de las lámparas encendidas, como señaló acusadoramente Séneca: «todavía apestas al hollín del burdel».
Algunos burdeles aspiraban a una clientela más elevada. Los peluqueros estaban a mano para reparar los estragos causados por frecuentes conflictos amorosos, y los chicos del agua (acuarios) esperaban en la puerta con tazones para lavar los platos.
Las casas con licencia parecen haber sido de dos tipos: las que pertenecían y eran administradas por un proxeneta (leno) o una madam (lena), y aquellas en las que esta última era simplemente un agente, que alquilaba habitaciones y actuaba como proveedor de sus inquilinos. En los primeros, el propietario mantenía una secretaria, villicus puellarum, o un supervisor para las chicas. Este administrador asignaba a una chica su nombre, fijaba sus precios, recibía el dinero y le proporcionaba ropa y otras necesidades. También era deber del villicus, o cajero, llevar una cuenta de lo que cada chica ganaba: «dame las cuentas del burdel, los honorarios serán los adecuados».
La decoración mural también estaba en consonancia con el objeto para el que se mantenía la casa; véase el arte erótico en Pompeya y Herculano. Sobre la puerta de cada cubículo había una tablilla (titulus) en la que estaba el nombre del ocupante y su precio; en el reverso figuraba la palabra occupata («ocupado, en servicio, ocupado») y cuando el recluso estaba ocupado la tablilla se giraba para que esta palabra saliera. Plauto habla de una casa menos pretenciosa cuando dice: «que escriba en la puerta que está ocupada». El cubículo solía contener una lámpara de bronce o, en los cubiles inferiores, de arcilla, una camastro o catre de algún tipo, sobre la que se extendía una manta o un edredón  hecho de retazos, que a veces se utilizaba como cortina. Los honorarios registrados en Pompeya oscilaban entre 2 y 20 ases por cliente.  En comparación, un legionario ganaba unos 10 ases al día (225 denarios al año), y un as podía comprar 324 g de pan. Algunos burdeles pueden haber tenido su propio sistema de monedas simbólicas, llamado spintria.
Dado que el coito con una meretriz era casi norma para el varón adolescente de la época, y estaba permitido para el hombre casado siempre que la prostituta estuviera debidamente registrada, los burdeles estaban comúnmente dispersos por las ciudades romanas, y a menudo se encontraban entre casas de familias respetadas. Estos incluían tanto grandes burdeles como cellae meretriciae de una sola habitación, o «catres para prostitutas». Los autores romanos a menudo hacían distinciones entre las meretrices de “buena fe”, que amaban verdaderamente a sus clientes, y las prostitutas de “mala fe”, que solo los atraían por su dinero.

## Otros lugares

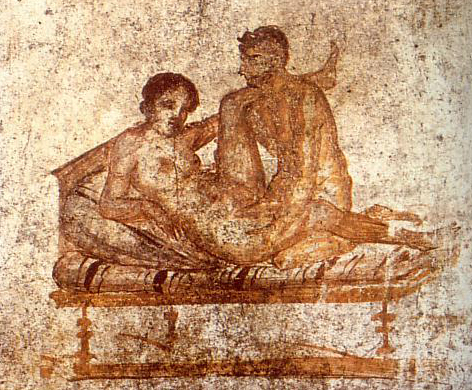
Una escena de cama en un mural de Pompeya.

Los arcos bajo el circo eran el lugar favorito de las prostitutas o potenciales prostitutas. Estos antros de las arcadas se llamaban fornices.  Las tabernas, posadas, casas de huéspedes, tiendas de comida, panaderías, molinos de espelta y otros estableciminetos similares jugaron un papel prominente en el submundo de Roma.
Las tabernas eran generalmente consideradas por los magistrados como burdeles y las camareras lo eran por la ley. El poema La camarera (Copa), atribuido a Virgilio, prueba que incluso la propietaria tenía un plan B, y Horacio, al describir su excursión a Brindisi, narra su experiencia, o la falta de ella, con una camarera en una posada. Este pasaje, hay que remarcarlo, es el único en todas sus obras en el que es absolutamente sincero en lo que dice de las mujeres. «Aquí, como un triple tonto, esperé hasta la medianoche por un jade mentiroso hasta que el sueño me venció, atento a la vena; en esa sucia visión los sueños manchan mis ropas de noche y mi vientre, mientras me acuesto de espaldas». En la inscripción de Aeserman  tenemos otro ejemplo de la hospitalidad de estas posadas, y un diálogo entre la anfitriona y un transeúnte. La factura por los servicios de una chica ascendió a 8 ases. Esta inscripción es de gran interés para el anticuario, y para el arqueólogo. Que los panaderos no tardaron en organizar los molinos de espelta se muestra en un pasaje de Pablo el Diácono: «con el paso del tiempo, los propietarios de estos convirtieron los molinos públicos de espelta en perniciosos fraudes. Porque, al fijar las piedras del molino en lugares bajo tierra, colocaron cabinas a ambos lados de estas cámaras e hicieron que las prostitutas se pusieran de alquiler en ellas, de modo que por estos medios engañaron a muchísimos, algunos que venían por el pan, otros que se apresuraban a ir allí para la vil gratificación de su desenfreno». De un pasaje de Sexto Pompeyo Festo, parece que esto se puso en práctica por primera vez en Campania: «las prostitutas se llamaban aelicariae, 'chicas de los molinos de espelta, en Campania, acostumbradas a ejercer la prostitución en los molinos de espelta». "«Las prostitutas comunes, las amantes de los panaderos, rechazan a las chicas de los molinos de espelta»", dice Plauto.

## Prostitución y religión

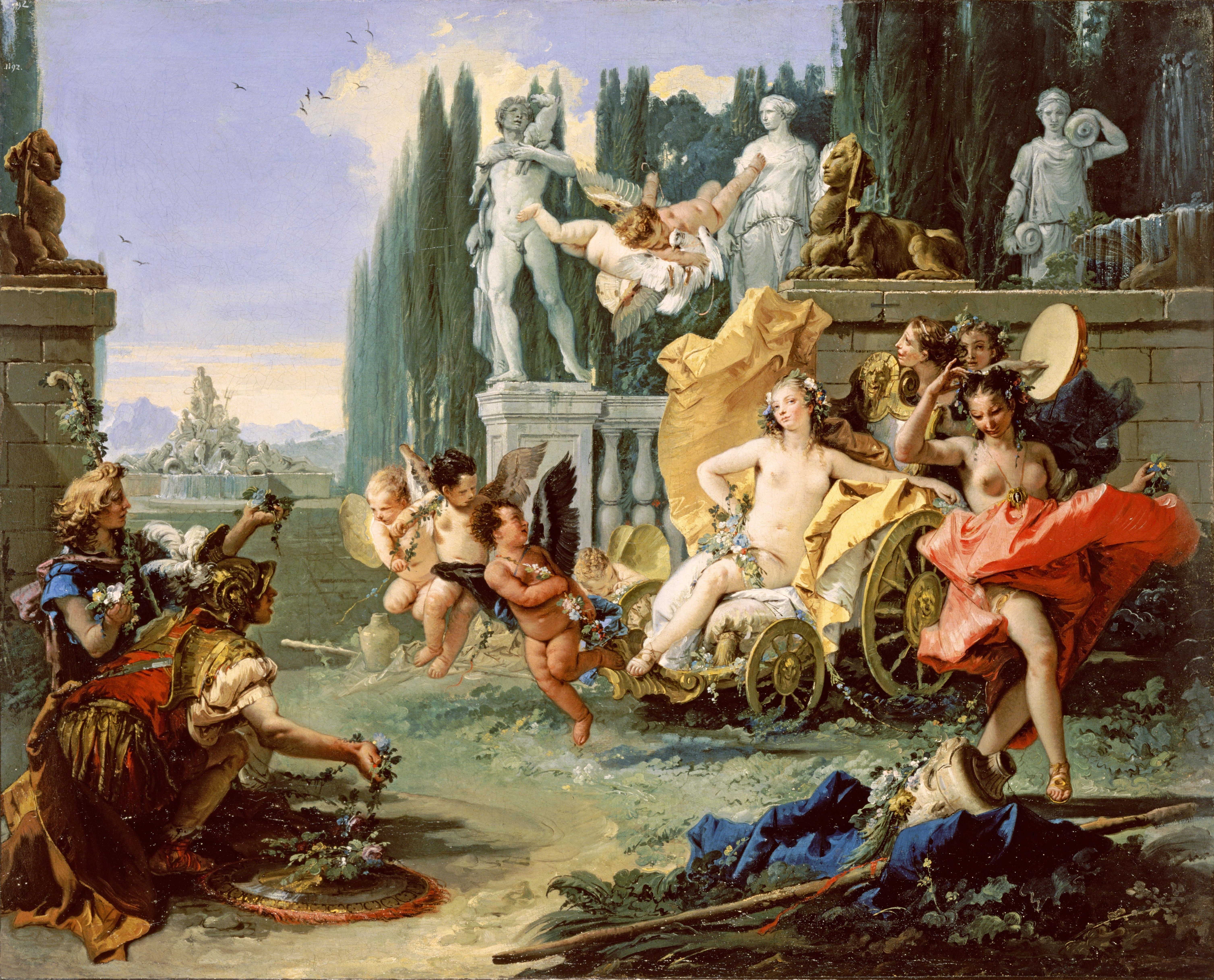
El Triunfo de la Flora (ca. 1743), una interpretación del Barroco italiano basada en el relato de Ovidio sobre la Floralia, de Giovanni Battista Tiepolo.

Las prostitutas tuvieron un papel en varias antiguas observancias religiosas romanas, principalmente en el mes de abril. El 1 de abril, las mujeres honraban a la Fortuna Virilis, «Suerte Masculina», en el día de la Veneralia, un festival de Venus. Según Ovidio, las prostitutas se unían a las mujeres casadas (matronas) en el ritual de limpieza y vestimenta de la estatua de culto de la Fortuna Virilis. Normalmente, la línea entre las mujeres respetables y las infames se trazaba cuidadosamente: cuando una sacerdotisa viajaba por las calles, los asistentes sacaban de su camino a las prostitutas junto con otras «impurezas».
El 23 de abril, las prostitutas hacían ofrendas en el Templo de Venus Ericina  que había sido dedicado en esa fecha en el año 181 a. C., como segundo templo de Roma a Venus Ericina (Venus de Eryx), diosa asociada a las prostitutas. La fecha coincidía con la Vinalia, una fiesta del vino. Los «chicos proxenetas» (pueri lenonii) se celebraban el 25 de abril, el mismo día que la Robigalia, una arcaica fiesta agrícola destinada a proteger los cultivos de cereales.
El 27 de abril, la Floralia, celebrada en honor de la diosa Flora y presentada por primera vez alrededor del año 238 a. C., presentaba bailes eróticos y desnudos de mujeres caracterizadas como prostitutas. Según el escritor cristiano Lactancio, «además de la libertad de expresión que se desprende de toda obscenidad, las prostitutas, ante las importunidades de la chusma, se desnudan y hacen de mimos a la vista de la multitud, y esto continúan hasta que la saciedad total llega a los espectadores desvergonzados, manteniendo su atención con sus nalgas que se retuercen». Juvenal también se refiere al baile desnudo, y tal vez a las prostitutas que luchan en los concursos de gladiadores.

## Meretrices medievales
En la Europa medieval, se entendía por meretriz a cualquier mujer que tuviera en común, que «no rechazara a nadie». Se entendía generalmente que el dinero estaría involucrado en esta transacción, pero no tenía por qué serlo: más bien era la promiscuidad lo que definía a la meretriz.
Los autores cristianos medievales desalentaban a menudo la prostitución, pero no la consideraban un delito grave y en algunas circunstancias incluso consideraban que casarse con una prostituta era un acto de piedad.
Algunos profesores modernos de feminismo han argumentado que la mera idea de la mentalidad medieval está más cerca de nuestra comprensión moderna de la identidad u orientación sexual.